# Varudu
Varudu è un film telegu diretto da Gunasekhar con Allu Arjun, Arya, Suhasini Mani Ratnam, Ashish Vidyarthi, Sayaji Shinde e Brahmanandam. È stato prodotto da D.V.V. Danayya ed è stato doppiato in Malayalam come "Varan" e in Hindi come "Ek aur Rakshak". Non ha avuto un buon successo al botteghino.

## Trama
Sandeep 'Sandy' è un ragazzo moderno ma le sue idee in merito al matrimonio sono tradizionali. Prima che andasse in USA per lavoro, i suoi genitori, gli hanno chiesto di sposarsi. Lui ha accettato dicendo che si sarebbe sposato con la ragazza che loro avrebbero scelto e che avrebbe voluto una cerimonia della durata di cinque giorni. Si è anche rifiutato di vedere la sua futura moglie fino al giorno del matrimonio. Il matrimonio viene così fissato con Deepthi. Ma durante la cerimonia nuziale, la sposa viene rapita da un uomo molto pericoloso di nome Diwakar. Dopo il rapimento Sandeep, ignaro della prepotenza e della cattiveria del malvivente, decide di andare alla ricerca della sua donna.

## Premi
- 2010 - Nandi Award per i migliori effetti speciali - Sri Alagar Swamy

## Colonna sonora
Il CD, a cura di Mani Sharma, è uscito il 7 maggio 2010.

### Tracce
- Saare Jahaa.. Premaa Yahaa (Benny Dayal)
- Aidhurojula Pelli (Jamuna Rani, Hema Chandra, Malavika, Vijayalakshmi, Sunandha, Ranjith)
- Kalalu Kaavule (Hema Chandra, Malavika)
- Thalambraalatho (Hema Chandra, Malavika)
- Bahusha Vo Chanchalaa (Sonu Nigam, Shreya Ghoshal)
- Aidhurojula Pelli (Versione Tradizionale)(Hema Chandra, Malavika)
- Relaare Relaare (Karthik, Geetha Madhuri)